# Patriot League

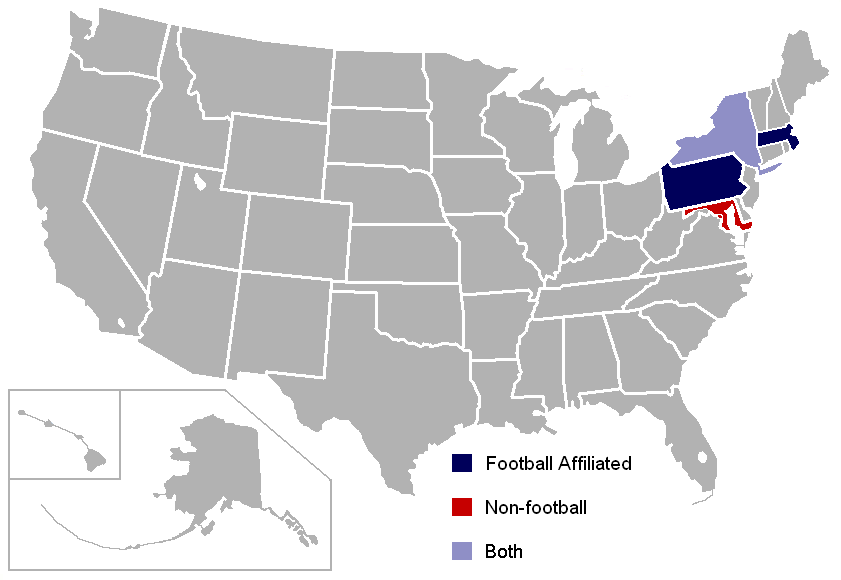
Ausdehnung der Patriot League

Die Patriot League ist eine aus zehn Universitäten bestehende Liga für diverse Sportarten, die in der NCAA Division I spielen. Im College Football spielen die Teams in der Football Championship Subdivision (FCS) (ehemals Division I-AA).
Die Liga wurde 1986 gegründet. Die Mitglieder befinden sich im Nordosten der Vereinigten Staaten. Der Hauptsitz befindet sich in Center Valley im Bundesstaat Pennsylvania.

## Mitglieder

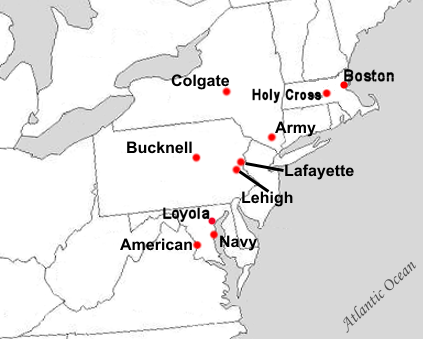
Lage der Vollmitglieder

| Universität                           | Ort                      | Teamname       | gegründet | beigetreten | Trägerschaft | Studenten |
| ------------------------------------- | ------------------------ | -------------- | --------- | ----------- | ------------ | --------- |
| American University                   | Washington, D.C.         | Eagles         | 1893      | 2001        | privat       | 5.962     |
| United States Military Academy (Army) | West Point, New York     | Black Knights  | 1802      | 1990        | staatlich    | 4.000     |
| Boston University                     | Boston, Massachusetts    | Terriers       | 1839      | 2013        | privat       | 29.978    |
| Bucknell University                   | Lewisburg, Pennsylvania  | Bison          | 1846      | 1986        | privat       | 3.555     |
| Colgate University                    | Hamilton, New York       | Raiders        | 1819      | 1986        | privat       | 2.800     |
| College of the Holy Cross             | Worcester, Massachusetts | Crusaders      | 1843      | 1986        | privat       | 2.700     |
| Lafayette College                     | Easton, Pennsylvania     | Leopards       | 1826      | 1986        | privat       | 2.382     |
| Lehigh University                     | Bethlehem, Pennsylvania  | Mountain Hawks | 1865      | 1986        | privat       | 4.577     |
| Loyola University Maryland            | Baltimore, Maryland      | Greyhounds     | 1852      | 2013        | privat       | 6.080     |
| United States Naval Academy (Navy)    | Annapolis, Maryland      | Midshipmen     | 1845      | 1991        | staatlich    | 4.000     |

### Assoziierte Mitglieder
| Universität                                 | Ort                      | Teamname  | gegründet | Trägerschaft | Studenten | Sportart(en)    | beigetreten | Main-Conference                                                       |
| ------------------------------------------- | ------------------------ | --------- | --------- | ------------ | --------- | --------------- | ----------- | --------------------------------------------------------------------- |
| Fordham University                          | Bronx, New York          | Rams      | 1841      | privat       | 9.904     | Football        | 1995 1      | Atlantic 10 Conference                                                |
| Georgetown University                       | Washington, D.C.         | Hoyas     | 1789      | privat       | 7.598     | Football        | 2001        | Big East Conference                                                   |
| Georgetown University                       | Washington, D.C.         | Hoyas     | 1789      | privat       | 7.598     | Rudern (Frauen) | 2001        | Big East Conference                                                   |
| Massachusetts Institute of Technology (MIT) | Cambridge, Massachusetts | Engineers | 1861      | privat       | 4.638     | Rudern (Frauen) | 2009        | New England Women's and Men's Athletic Conference (NCAA Division III) |

1 Fordham war von 1990 bis 1995 Vollmitglied der Konferenz und verlegte danach alle Sportarten außer Football in die Atlantic 10 Conference.

### Zukünftige Assoziierte Mitglieder
| Universität               | Ort                     | Teamname | gegründet | Trägerschaft | Studenten | Sportart(en) | beigetreten | Main-Conference              |
| ------------------------- | ----------------------- | -------- | --------- | ------------ | --------- | ------------ | ----------- | ---------------------------- |
| University of Richmond    | Richmond, Virginia      | Spiders  | 1830      | privat       | 3.164     | Football     | 2025        | Atlantic 10 Conference       |
| Villanova University      | Villanova, Pennsylvania | Wildcats | 1842      | privat       | 11.023    | Football     | 2026        | Big East Conference          |
| College of William & Mary | Williamsburg, Virginia  | Tribe    | 1693      | staatlich    | 7.063     | Football     | 2026        | Coastal Athletic Association |

## Spielstätten der Conference
Zukünftige Mitglieder in Grau.
| Universität       | Footballstadion                    | Kapazität | Basketballstadion      | Kapazität   |
| ----------------- | ---------------------------------- | --------- | ---------------------- | ----------- |
| American          | hat keine Football-Mannschaft      | -         | Bender Arena           | 4.500       |
| Army*             | Michie Stadium                     | 40.000    | Christl Arena          | 5.043       |
| Boston University | hat keine Football-Mannschaft      | -         | Agganis Arena Case Gym | 7.200 1.800 |
| Bucknell          | Christy Mathewson-Memorial Stadium | 13.100    | Sojka Pavilion         | 4.000       |
| Colgate           | Andy Kerr Stadium                  | 10.221    | Cotterell Court        | 3.000       |
| Fordham           | Coffey Field                       | 7.000     | nur Football-Mitglied  | -           |
| Georgetown        | Multi-Sport Field                  | 2.500     | nur Football-Mitglied  | -           |
| Holy Cross        | Fitton Field                       | 23.500    | Hart Center            | 3.600       |
| Lafayette         | Fisher Field                       | 15.207    | Kirby Sports Center    | 3.500       |
| Lehigh            | Goodman Stadium                    | 16.000    | Stabler Arena          | 5.600       |
| Loyola            | hat keine Football-Mannschaft      | -         | Reitz Arena            | 3.000       |
| Navy*             | Navy-Marine Corps Memorial Stadium | 34.000    | Alumni Hall            | 5.710       |
| Richmond          | Robins Stadium                     | 8.700     | nur Football-Mitglied  | -           |
| Villanova         | Villanova Stadium                  | 12.500    | nur Football-Mitglied  | -           |
| William & Mary    | Zable Stadium                      | 12.259    | nur Football-Mitglied  | -           |

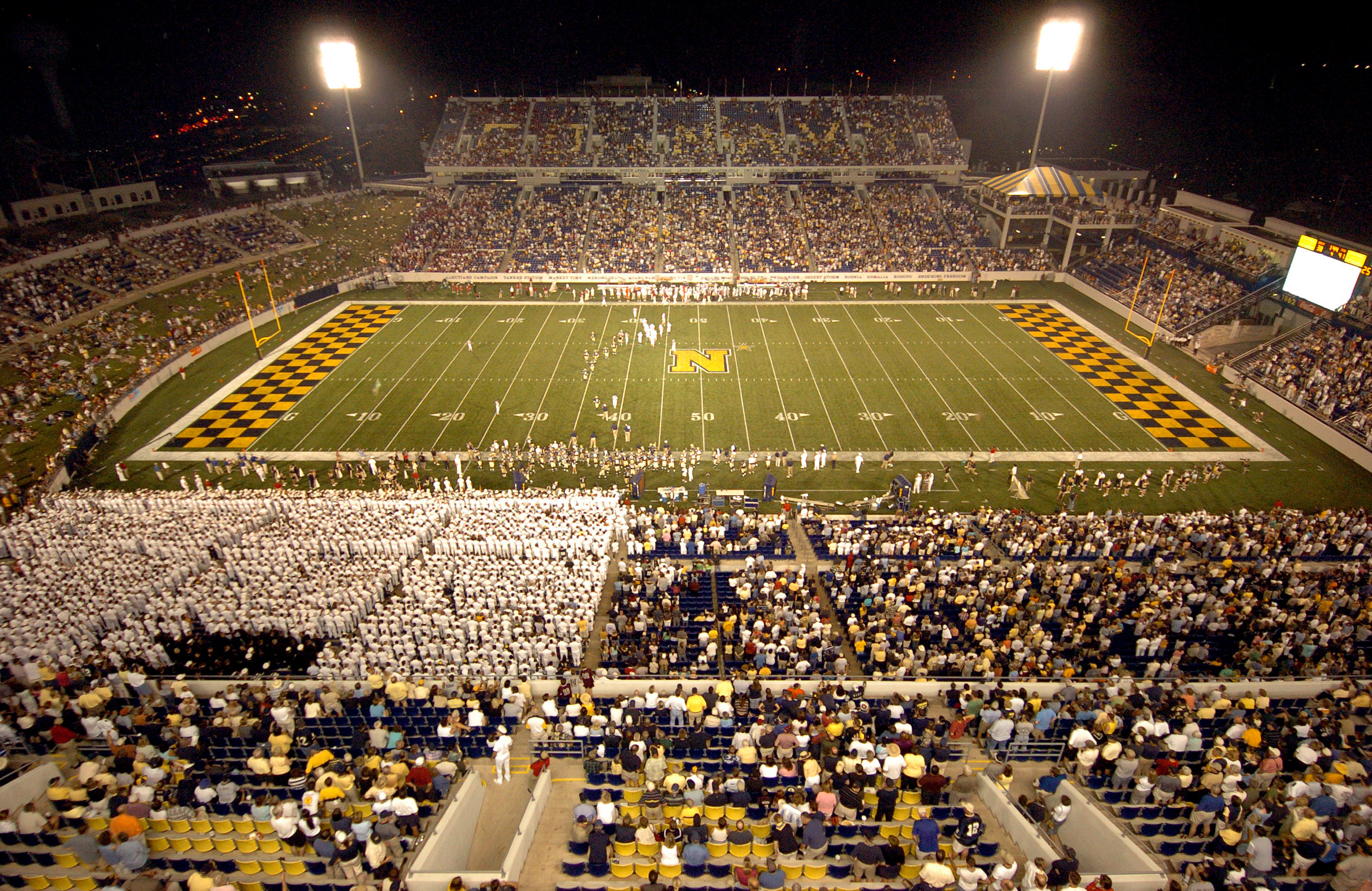
Navy-Marine Corps Memorial Stadium

*spielen in der Football Bowl Subdivision (FBS)